# Listă de filme despre cel de-Al Doilea Război Mondial produse în anii 2020
Aceasta este o listă de filme despre cel de-Al Doilea Război Mondial produse în anii 2020.
| 1939 • 1940 • 1941 • 1942 • 1943 • 1944 • 1945 • 1946 • 1947 • 1948 • 1949 • 1950–1989 • 1990–1999 • 2000–2009 • 2010–2019 • 2020–2023 |

| An   | Țara                            | Titlul românesc                    | Titlul original                           | Regizor                     | Bătălii, campanii, evenimente descrise |
| ---- | ------------------------------- | ---------------------------------- | ----------------------------------------- | --------------------------- | --- |
| 2020 | Rusia                           | AK-47                              | Калашников                                | Konstantin Buslov           | Film biografic al lui Mihail Kalașnikov, inventatorul AK-47 în timpul celui de-al doilea război mondial |
| 2020 | Rusia                           | Ultima frontieră                   | Подольские курсанты                       | Vadim Șmeliov               | Cadeții școlilor de artilerie și infanterie din Podolsk își finalizează pregătirea și în curând vor deveni comandanți. Doi prieteni concurează pentru o fată. Dintr-o dată, comandamentul află despre străpungerea frontului și deplasarea unei coloane de tancuri germane către Moscova. Singura forță serioasă sunt cadeții, trebuie să-i oprească pe germani la linia de apărare Ilyinsky și să reziste până când rezervele se apropie. În lupte aprige, în care mulți dintre ei mor, își îndeplinesc această sarcină. (Bătălia de la Moscova în octombrie 1941) |
| 2020 | Poland                          | Campionul de la Auschwitz          | Mistrz                                    | Maciej Barczewski           | Povestea lui Tadeusz Pietrzykowski, un boxer polonez care a devenit faimos pentru șirurile sale de victorii în lagărele de concentrare naziste. |
| 2020 | Letonia                         |                                    | Pilsēta pie upes/ Piļsāta pi upis         | Viestur Kairish             | Viața unui pictor de semne în Latgale, Letonia, prin diferite ocupații (sovietică–nazistă–sovietică) a Letoniei în timpul celui de-al doilea război mondial. |
| 2020 | Statele Unite                   | USS Greyhound: Bătălie în Atlantic | Greyhound                                 | Aaron Schneider             | În timpul celui de-al Doilea Război Mondial, un căpitan al marinei americane trebuie să conducă un convoi aliat urmărit de haitele naziste de submarine. |
| 2020 | China                           |                                    | 八佰 ; Ba Bai; The Eight Hundred          | Guan Hu                     | Film istoric chinezesc de război despre apărarea depozitului Sihang din 1937 din Shanghai - în timpul bătăliei de la Shanghai a celui de-Al Doilea Război Sino-Japonez. |
| 2020 | Ungaria Letonia Franța Germania |                                    | Természetes fény (Natural Light)          | Dénes Nagy                  | În Rusia ocupată, o unitate maghiară merge din sat în sat în căutarea unor grupuri de partizani. |
| 2021 | Franța                          | Adio, domnule Haffmann             | Adieu Monsieur Haffmann                   | Fred Cavayé                 | Are loc în 1942, în Parisul ocupat de Germania nazistă și prezintă înțelegerea neobișnuită dintre un evreu și un catolic francez |
| 2021 | Statele Unite                   |                                    | American Traitor: The Trial of Axis Sally | Michael Polish              | Viața cântăreței americane Mildred Gillars, care în timpul celui de-al Doilea Război Mondial a transmis propagandă nazistă trupelor americane și familiilor lor acasă. |
| 2021 | Țările de Jos                   | Lupta uitată                       | De Slag om de Schelde                     | Matthijs van Heijningen Jr. | Film olandez care înfățișează Bătălia de la Scheldt din 1944. Filmul urmărește un soldat olandez al Axei, un pilot englez Aliat și o fată din rezistență în Zeeland. |
| 2021 | Rusia                           | Letchik                            | Лётчик Letchik                            | Renat Davletiarov           | Povestea pilotului rus supraviețuitor Aleksey Maresyev. Refacere a Povestea unui om adevărat (1948) |
| 2022 | Regatul Unit                    | Operațiunea Mincemeat              | Operation Mincemeat                       | John Madden                 | Film britanic care descrie Operațiunea Mincemeat - de a masca invazia Aliaților din 1943 a Siciliei |
| 2022 | Filipine                        |                                    | Selina's Gold                             | McArthur Mac C. Alejandre   | Amplasat în Bataan în timpul Ocupației japoneze din Filipine. |